# Johann von Borsnitz
Johann von Borsnitz (auch Johann von Borschnitz; † nach dem 27. März 1420 in Lebus) war von 1397 bis 1420 Bischof von Lebus und 1420 Bischof von Gran.

## Leben
Johann von Borsnitz stammte aus Schlesien und war Domherr in Prag. Um 1378 studierte an der Prager Karlsuniversität, wo er den Abschluss eines Dr. decretorum erwarb. Danach war er Päpstlicher Kaplan und Auditor der Rota.
Nach dem Tod des Lebuser Bischofs Johannes III. Frost wurde er vom Domkapitel zu dessen Nachfolger gewählt und am 24. September 1397 von Papst Bonifaz IX. bestätigt. Die Bischofsweihe erfolgte nach dem 16. Juni 1398 in Rom.
Während seiner Amtszeit gründete er in dem Marienwallfahrtsort Göritz ein Stiftskapitel. 1405 veranlasste er die Anlage des Lebuser Stiftsregisters „Registrum ecclesiae Lubucensis diocesis“, in dem die 166 Pfarreien, Dörfer und Einnahmen sowie die Besitzungen in Rothreußen, Groß- und Kleinpolen verzeichnet sind. 1409 nahm er am Konzil von Pisa teil, von dem er zu Papst Gregor XII. gesandt wurde, den er zum Konzil einladen sollte. Zwischen 1414 und 1418 ist er mehrfach als Teilnehmer des Konzils von Konstanz belegt.
Am 27. März 1420 wurde er von Papst Martin V. auf das Erzbistum Gran transferiert, konnte das Amt jedoch nicht antreten, da er vermutlich vorher in Lebus verstarb.